# Birsfelden
Birsfelden (baseldeutsch Birsfälde [ˌbɪʀsˈfældə]) ist eine Einwohnergemeinde im Bezirk Arlesheim des Schweizer Kantons Basel-Landschaft.

## Geographie

Historisches Luftbild von Werner Friedli vom 21. Juni 1954

Birsfelden liegt auf 259 m ü. M. an der Mündung der Birs in den Rhein. Es ist damit die tiefstliegende Gemeinde des Kantons Basel-Landschaft. Auch der tiefstgelegene Punkt des Kantons befindet sich in Birsfelden, auf 246 m ü. M. an der Birsmündung in den Rhein. Der höchstgelegene Punkt liegt bei 280 m, womit Birsfelden die Gemeinde ist, dessen höchster Punkt in der ganzen Schweiz am tiefsten liegt. Die Birs bildet die Grenze zur Stadt Basel im Westen; im Norden und Nordosten bildet der Rhein die natürliche Grenze zu Basel und Riehen (Kanton Basel-Stadt) sowie zu Grenzach-Wyhlen (Grenze zwischen Deutschland und der Schweiz). Im Osten und Süden grenzt Birsfelden an Muttenz. Zur Gemeinde gehören auch das Kraftwerk Birsfelden und der Rheinhafen Birsfelden.
Die Fläche der Gemeinde beträgt 252 Hektar, davon sind 81 % Siedlungsfläche, 18 % Landwirtschaftsgebiet und 1 % Wald.

## Geschichte
Stein- und bronzezeitliche Funde sowie Reste einer römischen Warte im Sternenfeld belegen die frühe Besiedelung der Birsmündung. Der Birsfelder Hof war schon im Hochmittelalter bekannt und gehörte den Grafen von Homberg und dem Kloster St. Alban in Basel. Nach dem Bau einer festen Holzbrücke 1425 über die Birs entwickelte sich auf dem Birsfeld eine kleine Brückensiedlung. Der grosse Aufschwung erfolgte aber erst nach der Kantonstrennung der beiden Basel im Jahr 1833, als die Birs Kantonsgrenze und Birsfelden Zollort wurden. In der Folge entstanden Gasthäuser mit Stallungen und Fuhrhaltereien mit Vorspannpferden. Dank seiner günstigen Verkehrslage unweit des frühen Industrieviertels St. Albantal liessen sich hier auch viele Arbeitskräfte nieder. Birsfelden gehörte lange zur Gemeinde Muttenz und erhielt erst 1874 den Status einer eigenständigen Einwohnergemeinde. Ab 1923 befand sich der Basler Flughafen auf dem «Sternenfeld», und Birsfelden war mit dem ganzen europäischen Luftverkehrsnetz verbunden. 1950 wurde dieser «internationale» Flugplatz zu klein, und man verlegte ihn nach Blotzheim, wo der jetzige Flughafen Basel-Mülhausen entstand.
Der Name Birsfelden bedeutet «bei den an der Birs liegenden Feldern». Erstmals erwähnt wird er um 1748/67 (dasjenige Gut […] so heut unter dem Namen Birsfeld bekannt ist). Die mittelalterliche Siedlung, die östlich der Birsmündung am Rhein lag, hiess Klein-Rheinfelden. In der regionalen Umgangssprache wird Birsfelden auch «Blätzbums» genannt. Diese Bezeichnung findet sich erstmals in der Mitte des 20. Jahrhunderts bezeugt und könnte fasnächtlichen Ursprungs sein.

## Wappen
Das Wappen von Birsfelden stellt drei gelbe Sterne, die unter einem weissen Wellenbalken stehen, auf rotem Grund dar. Die drei gelben Sterne symbolisieren den Flurnamen Sternenfeld, während der Wellenbalken die Birs darstellt.

## Verkehr
Die Hauptstrasse in Birsfelden verbindet die Autobahn A3 mit der zur deutschen Grenze führenden Autobahn A2. Aufgrund dieser Vernetzung wird sie zu den Hauptverkehrszeiten von deutschen sowie auch französischen Grenzgängern genutzt, um Staus auszuweichen.
Birsfelden ist durch die Tramlinie 3 mit Basel und durch die Buslinien 80 und 81 mit Liestal verbunden.

## Wirtschaft
Zusammen mit den Arealen St. Johann und Kleinhüningen sowie dem Auhafen Muttenz bildet der Birsfelder Hafen die Schweizerischen Rheinhäfen, die zusammen eine Fläche von über 1,3 Mio. m² aufweisen. In Birsfelden befinden sich auch der Hauptsitz des international tätigen Unternehmens Vitra und eine Fischzuchtanlage von Micarna.

## Bevölkerung
30 % der Bevölkerung sind römisch-katholisch und 27 % reformiert. Der Ausländeranteil beträgt 34,4 %.

## Politik
Der Gemeinderat, die Exekutive von Birsfelden, besteht aus 5 Personen. Gemeindepräsident ist 
Christof Hiltmann (FDP, Stand 2025).
Bei den Schweizer Parlamentswahlen 2023 betrugen die Wähleranteile in Birsfelden: SP 36,7 % (2019 33,3 %), SVP 23,5 % (21,9 %), Grüne 9,4 % (16,0 %), FDP 8,7 % (10,4 %), Mitte 8,8 % (9,5 %), EVP 4,1 % (5,4 %), glp 5,8 % 3,0( %), EDU 0,5 % (–).

## Partnerschaft
Partnergemeinde ist Plan-les-Ouates.

## Persönlichkeiten
- Marie Lotz (1877–1970), in Birsfelden wohnhafte Malerin
- Otto Frank (1889–1980), Vater von Anne Frank, ist in Birsfelden beerdigt
- Heinrich Weber (1892–1962), Dessinateur, Maler und Gebrauchsgrafiker
- Margarete Matt (1912–2003), Tapisserie-Künstlerin
- Hans Müller (1915–1967), Wegmacher (Mitarbeiter auf dem Werkhof Birsfelden) und Schwergewichtsboxer[9]
- Georg Matt (1918–1998), Lehrer, Maler, Glasmaler und Radierer
- Walter Müller (1920–2010), in Birsfelden geborener Fussballtorhüter
- Balz Hilt (1921–1997), in Birsfelden geborener Galerist
- Franz Werner Schäfer (1921–2016), in Birsfelden geborener Geistlicher, Bischof der Evangelisch-methodistischen Kirche
- Karl Engel (1923–2006), in Birsfelden geborener Pianist
- Christoph Gloor (1936–2017), Karikaturist, Maler, Zeichner und Bildhauer, wuchs in Birsfelden auf

## Sehenswürdigkeiten
- Birsfelder Museum
- Kraftwerk Birsfelden, mit seinen beiden Schleusenbecken für die Rheinschifffahrt und die Kraftwerkinsel, 1953/54 erbaut von Hans Hofmann
- Birsköpfli, bekanntes Naherholungsgebiet
- Bruderklausenkirche, 1957–1959 erbaut von Hermann Baur, beeinflusst von Le Corbusiers Wallfahrtskapelle in Ronchamp
- Vitra Center, Verwaltungsgebäude der Design-Möbel-Firma von dem kalifornischen Architekten Frank Gehry
- «Piazzetta», zentraler Platz, der Raum für Veranstaltungen und Projekte bietet. Wenn man sich in die Mitte stellt und redet, hört man die eigene Stimme schallen.
- ROXY Birsfelden, ehemaliges Kino, heute Theater und Kulturzentrum

## Bilder

Das Kraftwerk 1954 in Bau
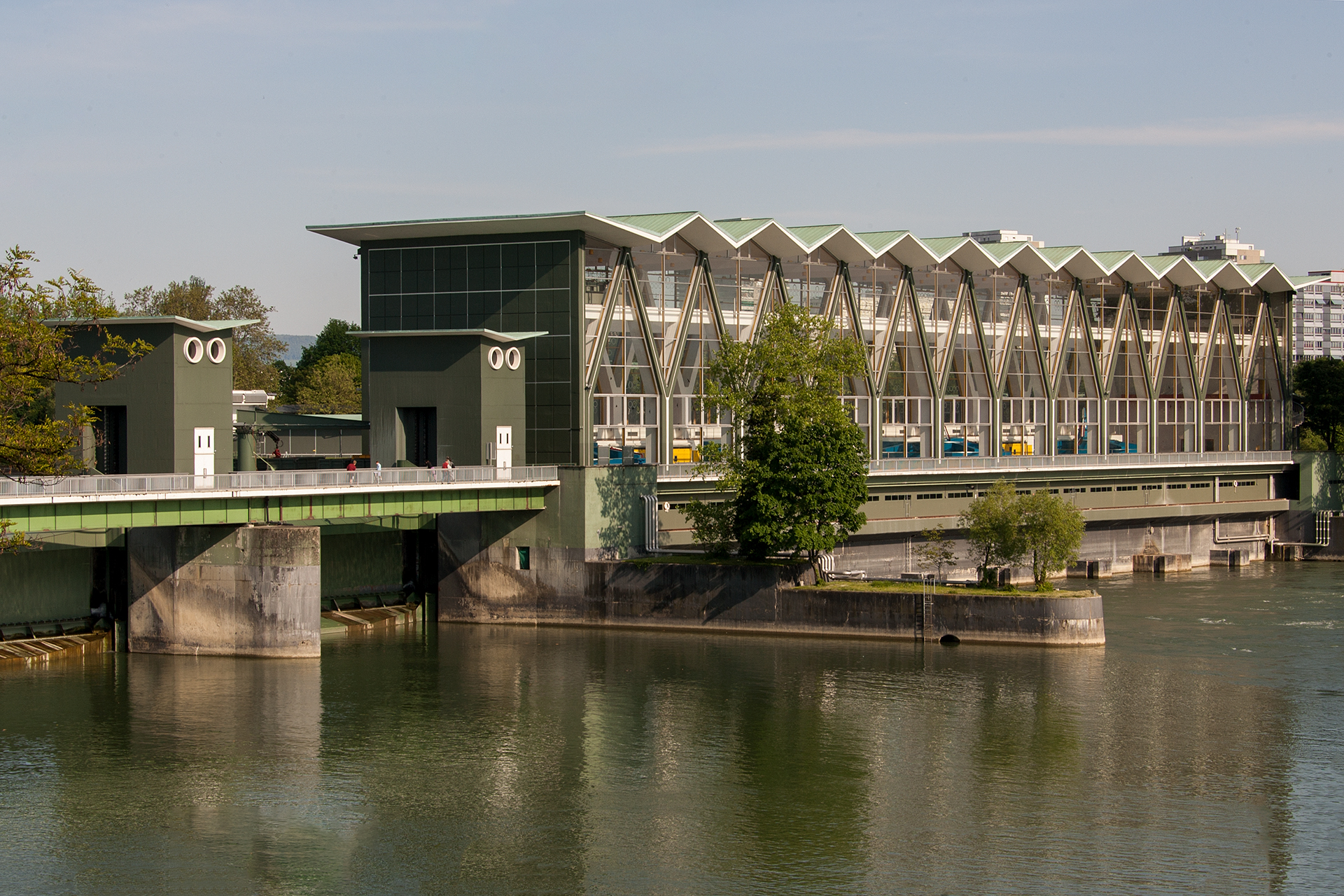
Kraftwerk 2005
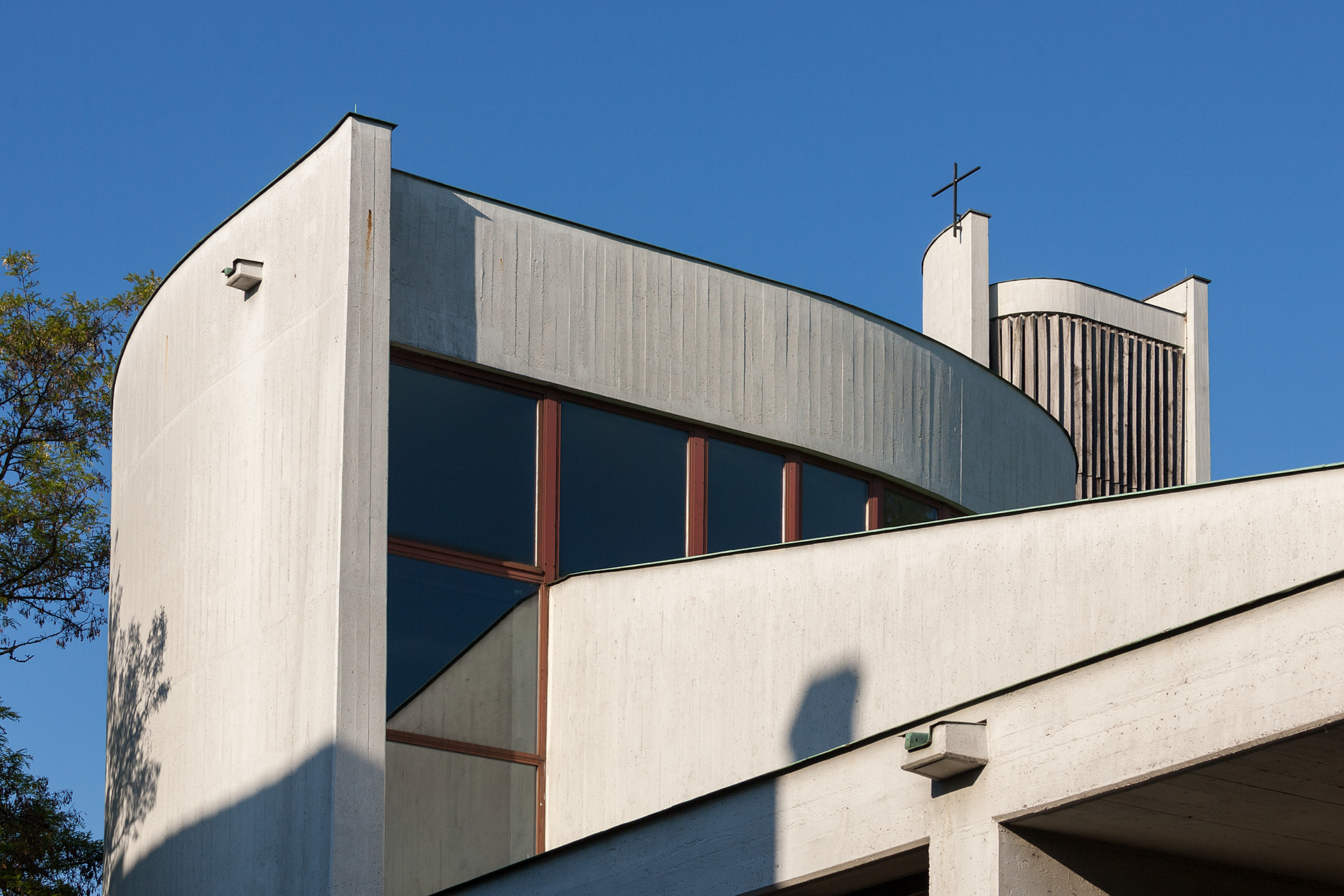
Katholische Kirche
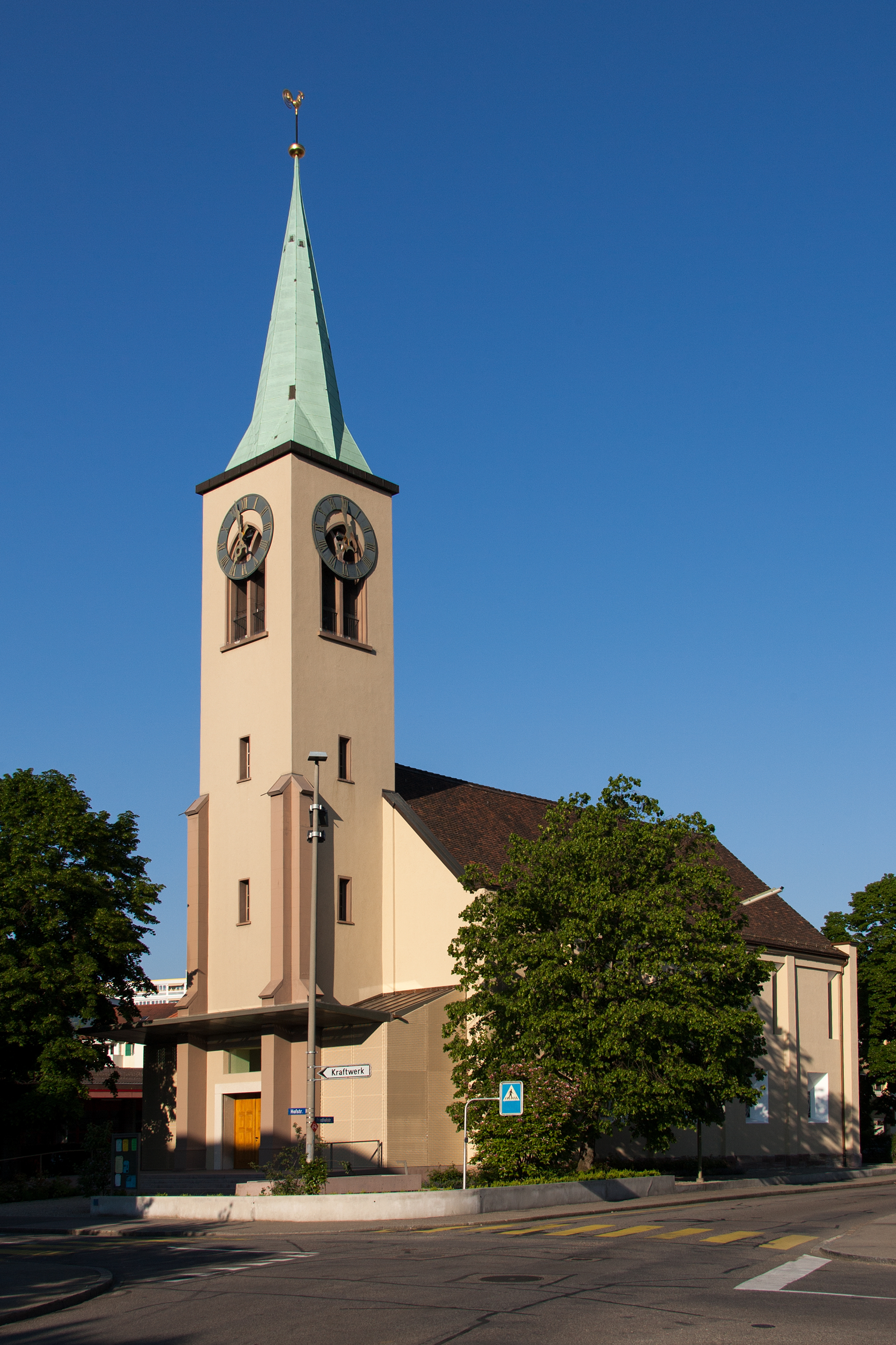
Reformierte Kirche
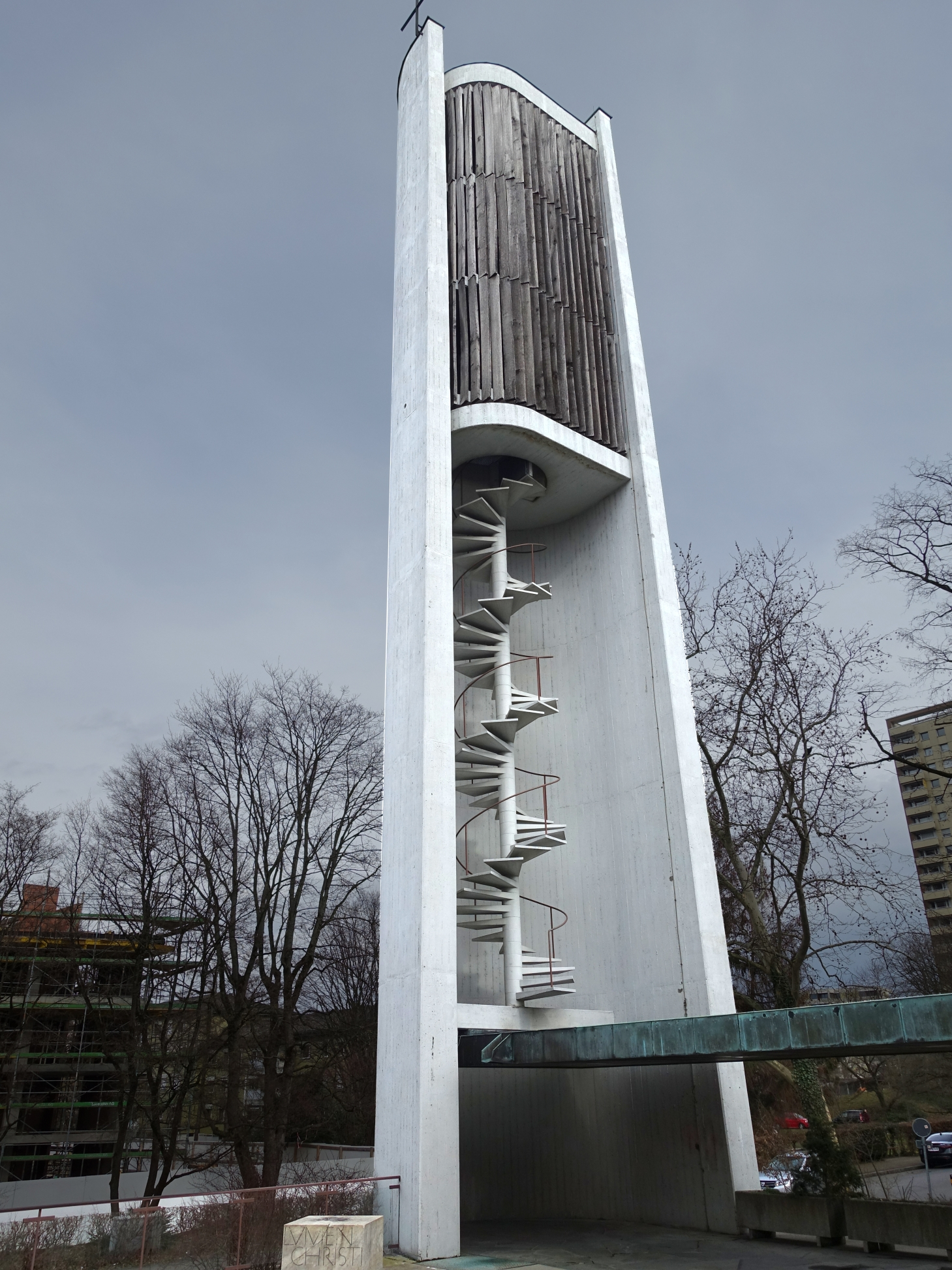
Bruder Klaus Kirche, Architekt Hermann Baur
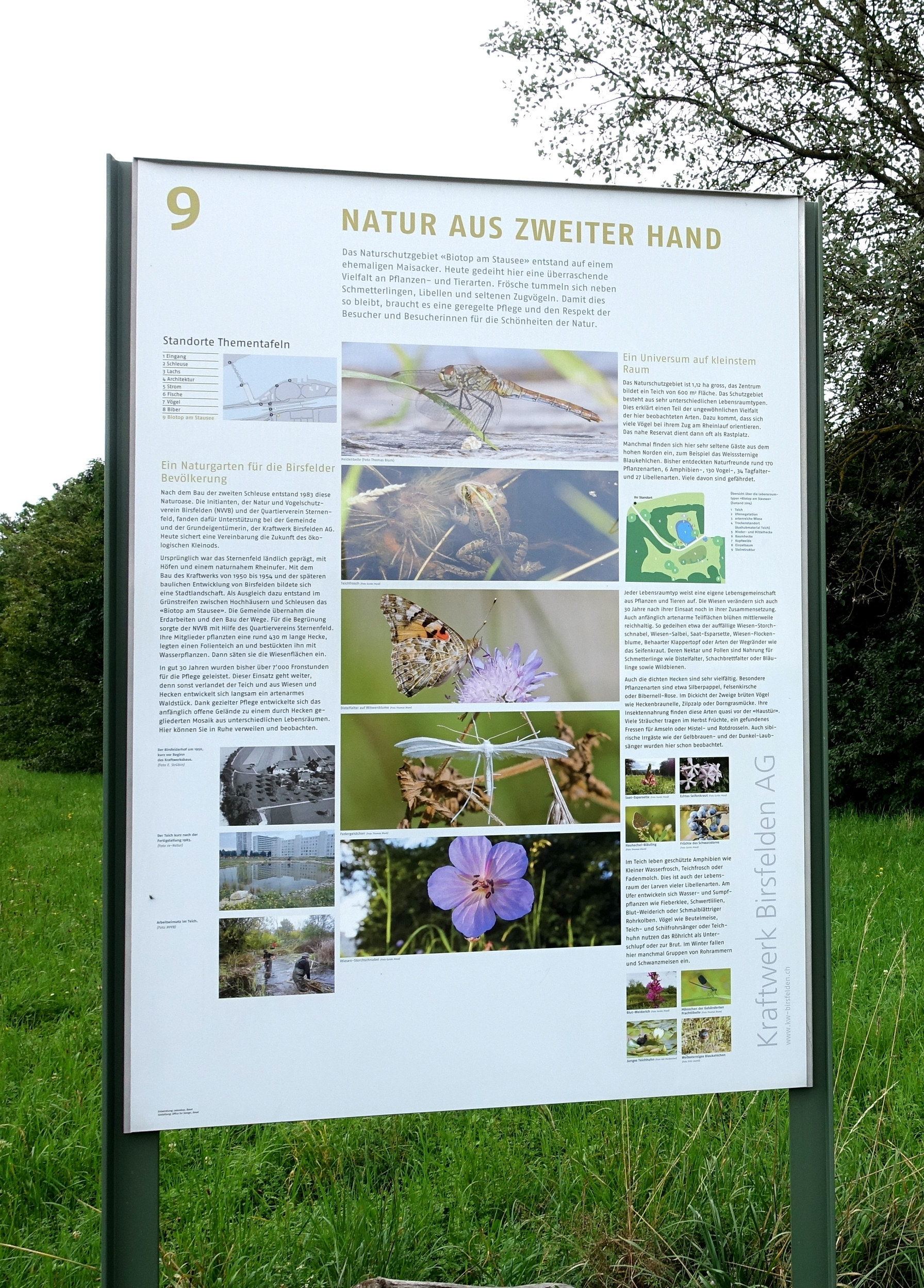
Naturschutzgebiet, Kraftwerk Birsfelden
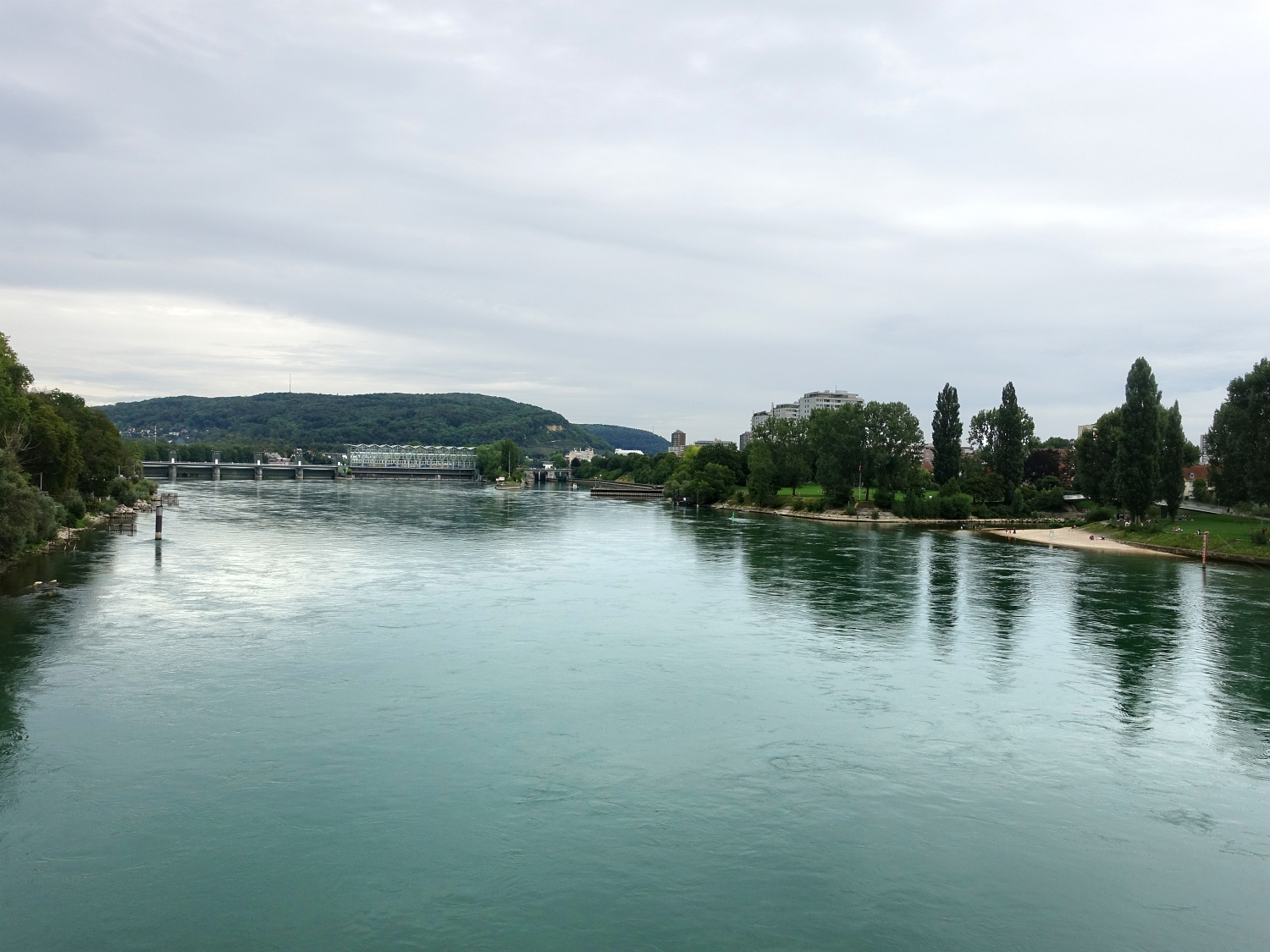
Birsköpfli